# Blackwell's

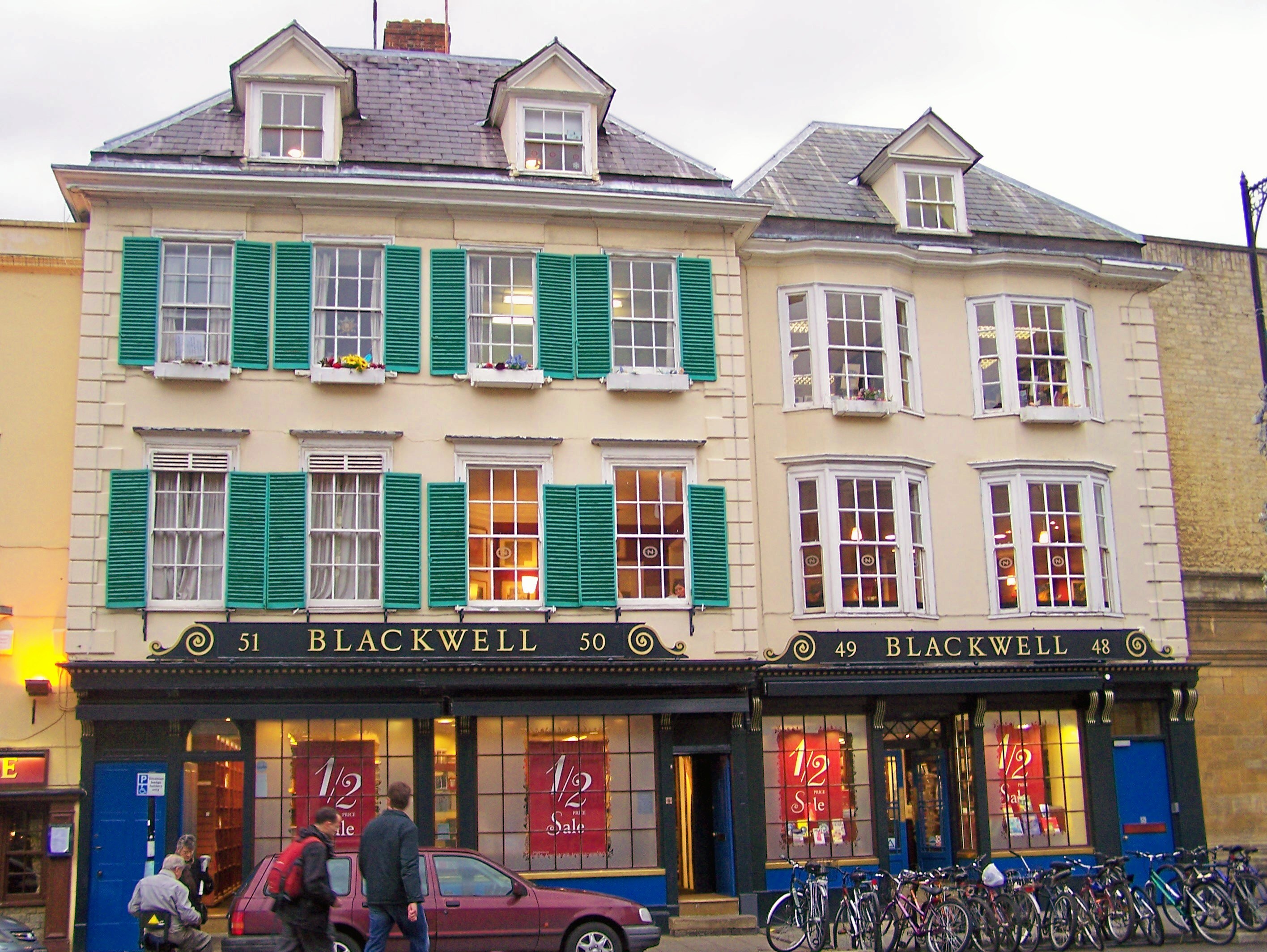
Kedjans moderbutik på Broad Street 48–51 i Oxford.

Blackwell UK, också känt som Blackwell's, är en bokhandelskedja i Storbritannien, grundad 1879 i Oxford. 

## Historia
Grundaren, Benjamin Henry Blackwell, startade verksamheten 1879 i en liten butik på 50 Broad Street, Oxford, som snart kom att utökas och ta över de angränsande lokalerna. I slutet av 1800-talet utökade Blackwell verksamheten med en förlagsverksamhet, och publicerade under början av 1900-talet flera kända Oxfordförfattares första alster. 1966 utökades bokhandeln med Norrington Room i en nybyggd källarlokal under det angränsande Trinity College; rummet togs 1967 med i Guinness Rekordbok som det då största enskilda rum i världen där böcker såldes.
Kedjans ursprungliga butik i Oxford, där även specialiserade filialer för musik respektive konst senare tillkom, var länge kedjans enda butik. Från mitten av 1990-talet köpte man upp flera konkurrenter i landet, bland andra Heffer's och James Thin, och hade som mest 70 butiker i hela Storbritannien 2002. Under början av 2000-talet sålde företaget sin bibliotekstjänstverksamhet och förlagsverksamhet, och har också minskat antalet butiker till 45 år 2012. Kedjan blev 2022 uppköpt av Waterstones, som den idag är ett dotterföretag till.